# Rita Nyampinga
Beauty Rita Nyampinga (1958) és una activista pels drets de les preses zimbabuesa. Va rebre el Premi Internacional Dona Coratgee al març de 2020 de la mà del Secretari d'Estats dels Estats Units.

## Biografia
Beauty Rita Nyampinga va néixer al 1940.
Va unir un sindicat al 1983 i això li va portar conflictes amb les autoritats. L'any 2007, va ser detinguda quan estava protestant contra la no disponibilitat de fàrmacs antiretrovirals. Quan estava empresonada es va conscienciar sobre les terribles condicions de les internes. Sis dones compartien una galleda com a lavabo i les desfer-se de les toavalloletes sanitàries era difícil. Va decidir que havia d'ajudar les preses que es trobaven a la presó complint condemnes més lalrgues que la seva. Va decidir que el xoc traumàtic de presó era més fort per les dones que pels homes.
Anys més tard va organitzar el "Fons de Suport a les Dones Preses" que assisteix dones i els seus fills que estan empresonats. Es va convertir en la directora, però no tenia ni finançament ni oficina. Va ser registrada oficialment al 2012, però havia estat operant des de 2010.
Dones que van servir les seves frases podrien trobar aquell ser va alliberar no va ser el final del seu càstig. Després de les frases llargues per delictes seriosos agraden infanticidi podrien trobar que els seus marits havien casat un altre cop i les seves famílies els defugirien.
Nyampinga és activa en diverses causes i és membre de les organitzacions Crisi en la Coalició de Zimbàbue, de la Coalició de Dones de Zimbàbue, de l'Acadèmia de Dones en Excel·lència en el Lideratge Polític, i de la Xarxa de Suport de la SIDA en les Dones.

## Premis i reconeixement
Nyampinga va guanyar el premi a la Dona Activista pels Drets Humans de l'Any 2014 de la mà d'Alpha Media House.
Nyampinga va rebre el Premi Internacional Dona Coratge al març de 2020 del Secretari d'Estat dels Estats Units.